# Рождествено (Воронежская область)
Рождествено — село в Лискинском районе Воронежской области.
Входит в состав Тресоруковского сельского поселения.

## География

### Улицы
- ул. Крупской
- ул. Куйбышева
- ул. Ленина
- ул. Ломоносова
- ул. Фурманова
- ул. Шевченко